# Nikolai Afanassjewitsch Russakow

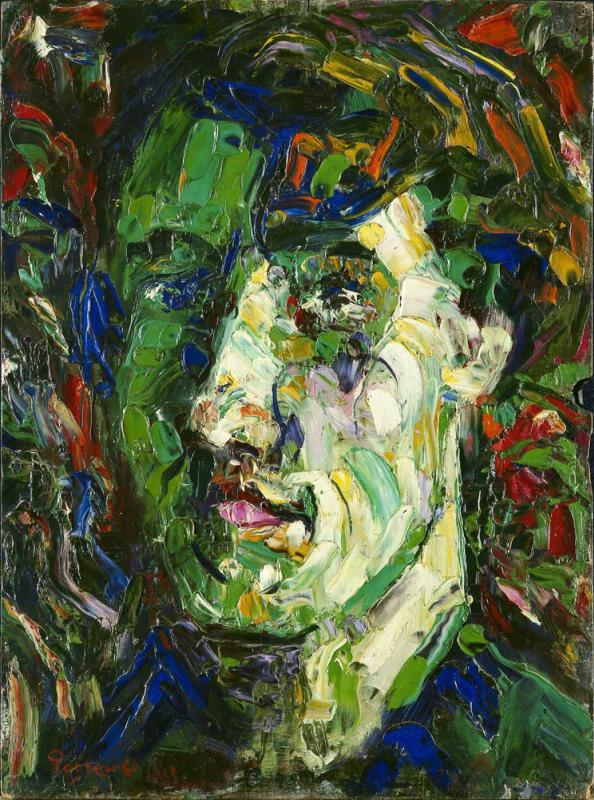
Nikolai Afanassjewitsch Russakow (A. M. Rodtschenko, 1912, Staatliches Kunstmuseum Tscheljabinsk)

Nikolai Afanassjewitsch Russakow (russisch Николай Афанасьевич Русаков; * 28. Novemberjul. / 10. Dezember 1888greg. im Dorf Pisklowo, Ujesd Tscheljabinsk; † 31. Dezember 1941 in Tscheljabinsk) war ein russisch-sowjetischer Maler und Lehrer.

## Leben
Russakow war der Sohn eines Unteroffiziers des Kosakenheers, nach dessen Tod im Februar 1889 die Familie nach Tscheljabinsk zog. Dort absolvierte Russakow drei Klassen der städtischen Schule.
1913 schloss Russakow die Ausbildung in der Malerei-Abteilung der Kasaner Kunstschule der Kaiserlichen Kunstakademie ab. Sein Malerei- und Zeichenlehrer war Nikolai Iwanowitsch Feschin. Es folgte das Studium an der Moskauer Hochschule für Malerei, Bildhauerei und Architektur bei Konstantin Alexejewitsch Korowin, das er 1917 mit dem Gemälde Matrosenschänke als Diplomarbeit abschloss. Das Gemälde befindet sich jetzt in der Sammlung der Gemäldegalerie der Oblast Tscheljabinsk.
Seit 1910 verdiente sich Russakow seinen Lebensunterhalt als talentierter Lehrer für Malerei und Zeichnen in Kasan und Moskau. 1920–1923 leitete er das Berufsschulkunststudio des Gouvernements Tscheljabinsk. Daneben unterrichtete er 1921–1935 Bildende Kunst und Grafik in der Eisenbahnmittelschule und in der Fabrikberufsschule. Ab 1935 führte er das Studio der Kunstabteilung des Hauses für Volkskunst. Es entstand die Russakow-Akademie mit einem vierjährigen Kunstschulprogramm. 1936 wurde er Mitglied der Künstler-Union der UdSSR. Zu seinen Schülern gehörten Nikolai Jakowlewitsch Tretjakow und Jewgeni Wiktorowitsch Alexandrow.
Russakow malte Öl und Aquarell. Er malte Porträts und Landschaften, wobei er Elemente verschiedener Stilrichtungen kombinierte. Er begeisterte sich für den Osten und war beeinflusst von Paul Gauguin, dessen Buch Noa Noa gerade ins Russische übersetzt worden war. Russakow war per Schiff 1915 von Odessa nach Kyōto gefahren und war in den 1920er Jahren durch die Gebirgsgegenden Zentralasiens gereist. Er malte Porträts von Baschkiren und Zigeunern und Landschaften. Er schuf 1926 ein Reisealbum über den kolonialen Osten unserer Tage. Er beteiligte sich an allen Tscheljabinsker Ausstellungen, darunter auch die Ausstellung über Ural-Kusbass in der Malerei 1938. Eine Russakow-Ausstellung zu seinem zwanzigjährigen Schaffensjubiläum fand im Tscheljabinsker Theater statt. 1939 wurde sein Werk auf der Allunionsausstellung zum zwanzigjährigen Komsomol-Jubiläum ausgestellt.
Aufgrund einer haltlosen Denunziation eines Schülers Russakows wurde Russakow am 27. Juni 1941 verhaftet, nach Artikel 58 des Strafgesetzbuches der RSFSR wegen konterrevolutionärer Propaganda (Artikel 58.10) zum Tode verurteilt und am 31. Dezember 1941 erschossen. Er wurde am 11. Oktober 1957 rehabilitiert.
1980 zeigte die Tscheljabinsker Abteilung der Künstler-Union in einer Ausstellung für die ältesten Künstler Tscheljabinsks erstmals wieder Werke Russakows. 1989 fand in der Gemäldegalerie der Oblast Tscheljabinsk eine Russakow-Ausstellung zu seinem 100. Geburtstag statt mit Werken aus dem Besitz seiner Familie in Moskau und Werken, die er der Galerie übergeben hatte. Gegenwärtig befinden sich etwa 100 Werke Russakows in der Sammlung der Galerie. 1980 kamen Werke Russakows in die Sammlung des Südsachaliner Kunstmuseums.